# Asesinato de Walter Bulacio
Walter David Bulacio (12 de noviembre de 1973 – Aldo Bonzi, provincia de Buenos Aires, Argentina, 26 de abril de 1991) fue un joven argentino cuyo asesinato a manos de agentes de la Policía Federal Argentina se convirtió en un caso emblemático de brutalidad policial, llegando a la Corte Interamericana de Derechos Humanos.
Bulacio se encontraba entre la concurrencia del recital que la banda de rock Patricio Rey y sus Redonditos de Ricota ofrecía el 19 de abril de ese año en el Estadio Obras Sanitarias de Buenos Aires. Una razzia encomendada al personal de la Seccional 35.ª, a la sazón a cargo del comisario Miguel Ángel Espósito, lo detuvo a efectos de averiguación de antecedentes. Aunque la Ley de Patronato de Menores prohíbe la detención de menores sin intervención del juez competente, Bulacio fue retenido en la comisaría; lo sacarían de allí recién a la mañana siguiente, rumbo al Hospital Pirovano. Le fue diagnosticado traumatismo craneano y le indicó al médico que lo atendió que había sido torturado por la policía. Murió cinco días más tarde, tras haber sido trasladado a otro nosocomio; la autopsia encontró huellas inequívocas de golpe con objetos contundentes en miembros, torso, cabeza y extremidades.

## Remisión del caso a la Corte Interamericana
Ante la falta de cumplimiento por parte del Estado argentino de aspectos significativos de sus recomendaciones, la Comisión Interamericana de Derechos Humanos presentó la demanda de este caso ante la Corte Interamericana de Derechos Humanos, con sede en San José de Costa Rica, el 24 de enero de 2001. El informe de la CIDH indica: 

«El 24 de enero de 2001, la CIDH sometió el caso Walter David Bulacio a la Corte Interamericana pues el mismo involucra, inter alia, la vulneración de derechos a la libertad e integridad personal, a la vida, a las garantías judiciales, a la protección judicial, y los derechos de los niños, consagrados en los artículos 4, 5, 7, 8, 25 y 19 de la Convención Americana, por actos y omisiones de la República Argentina. Dicha demanda se refiere a los hechos acaecidos el 19 de abril de 1991, cuando Walter David Bulacio fue detenido por la Policía Federal argentina en el marco de un operativo policial cuando pretendía asistir a un concierto de música rock y, producto de las condiciones de detención y las torturas recibidas en el mismo cuerpo policial, falleció el 26 de abril siguiente»
Informe Anual 2000 - Capítulo IIIb:Casos contenciosos ante la Corte Interamericana de Derechos Humanos, Caso Bulacio

El 3 de marzo de 2003, la Comisión Interamericana de Derechos Humanos, los representantes de Walter Bulacio y de sus familiares y el Estado de la República Argentina presentaron a la Corte Interamericana de Derechos Humanos un acuerdo de solución amistosa y solicitaron a la Corte su pronunciamiento en la materia. La cláusula primera del referido acuerdo establece que a través de un acuerdo celebrado con fecha 26 de febrero de 2003 se «ha puesto fin a la controversia». El 6 de marzo de 2003, la Corte escuchó en audiencia pública una interpretación del acuerdo de solución amistosa suscrito por las partes y emitió una Resolución, en la cual resolvió continuar la audiencia pública del caso en lo que se refiere a las reparaciones. 

### Sentencia de la Corte Interamericana
El 18 de septiembre de 2003, la Corte emitió Sentencia sobre el fondo y las reparaciones en el presente caso, en la cual, por unanimidad decidió admitir el reconocimiento de responsabilidad internacional efectuado por el Estado y aprobar el acuerdo. 
Además, la Corte Interamericana ordenó que:
- El Estado debe proseguir y concluir la investigación del conjunto de los hechos de este caso y sancionar a los responsables de los mismos; que los familiares de la víctima deberán tener pleno acceso y capacidad de actuar, en todas las etapas e instancias de dichas investigaciones, de conformidad con la ley interna y las normas de la Convención Americana sobre Derechos Humanos; y que los resultados de las investigaciones deberán ser públicamente divulgados.

- El Estado debe garantizar que no se repitan hechos como los del presente caso, adoptando las medidas legislativas y de cualquier otra índole que sean necesarias para adecuar el ordenamiento jurídico interno a las normas internacionales de derechos humanos, y darles plena efectividad.

- El Estado debe pagar la cantidad total de US$124 000.00 o su equivalente en moneda argentina, por concepto de indemnización del daño material, US$210 000.00 o su equivalente en moneda argentina, por concepto de indemnización del daño inmaterial y US$40 000.00 o su equivalente en moneda argentina, por concepto de costas y gastos, en un plazo de seis meses contado a partir de la notificación de la sentencia y deberá pagar mora si hay retraso.

El privilegio  policial de pedir identificación y detener discrecionalmente fue limitada por un fallo de la Comisión Interamericana de Derechos Humanos (CIDH) por el Caso Bulacio. Dicha facultad de detener y pedir DNI discrecionalmente fue repuesta en 2016 violando el fallo de la Corte Interamericana de Derechos Humanos, causando polémica.

## Juicio oral al comisario Espósito
Finalmente, y a pesar de las reiteradas dilaciones provocadas por el abogado defensor de Miguel Ángel Espósito, Argibay Molina, primo de Carmen Argibay, ministra de la Corte Suprema de Justicia de la Nación, comenzó el debate oral del juicio contra Miguel Ángel Espósito, pero no por la tortura seguida de muerte del joven Walter Bulacio sino solamente por la privación ilegítima de libertad contra Bulacio. La restricción del objeto procesal,  así como también el hecho de que solamente Espósito fuera llevado ante los estrados judiciales, suscitó movilizaciones populares y reclamos.
En noviembre de 2013, Espósito fue hallado responsable de la razia que terminó con Bulacio en la comisaría y condenado a la pena de tres años de prisión “en suspenso”, sin aplicación efectiva.

## Consecuencias del caso Bulacio en el rock argentino
El caso Bulacio tuvo grandes efectos a largo plazo en la escena del rock argentino.
A partir de la muerte de Bulacio el 26 de abril de 1991 y del juicio que le siguió, se terminó la práctica, común desde hacía décadas, de que la policía estuviera emplazada en los recitales con órdenes de llevarse una cuota de detenidos para las comisarías, en grandes operativos que incluían autobuses vacíos para llenarlos de detenidos. Por otro lado, se dio la casualidad que también terminó ese año otra modalidad policial común desde hacía décadas: la de secuestros, tras la caída de la banda de comisarios que el 24 de agosto secuestró a Mauricio Macri. En suma, en 1991 el rock argentino se deshizo del último vestigio de represión que quedaba de la época dictatorial, el de la represión y acoso policial. En los años siguientes, los recitales argentinos se hicieron en un clima de mayor libertad y holgura, y con la policía ya no emplazada para hacer detenciones arbitrarias, sino simplemente como seguridad de eventos con gran concentración de gente. Aunque también la menor actividad policial en el rock llevó a que se volviera común que, ante el surgimiento de algún incidente, la policía tardara en llegar y restablecer la seguridad (algo que se evidenció en 1996 en los incidentes de Florida y Lavalle, causados por una promoción de entradas para los Ramones).
El género del rock barrial recibió un empujón a raíz del caso Bulacio, a través de los festivales que se hicieron en reclamo, en donde tocaron bandas que por entonces recién empezaban y eran casi desconocidas: en el de mayo de 1994 en el obelisco tocaron La Renga, Los Piojos y Caballeros de la Quema; en el de mayo de 1995 en el obelisco (cuando ya los medios empezaban a hablar de un cierto rock chabón, rock suburbano, rock viejita o rock stone/rolinga) volvieron a tocar dichas bandas; y en el de abril de 1996 en Parque Rivadavia también tocó La Renga (junto a bandas relevantes de otros géneros, como Dos Minutos y Actitud María Marta), sin embargo en este recital hubo peleas entre distintas tribus urbanas con saldo de un muerto y varios heridos, lo que provocó que no se volvieran a realizar estos festivales.
El diario Página/12 comentó acerca de la relación Bulacio-rock barrial:

Cierto espíritu de cuerpo del rock nacional (que no incluye a los Redondos, claro) tomó a Bulacio como bandera. Las bandas ricoteras (y las de La Renga, Los Piojos, la Bersuit, etc.) patentaron eso de "matar un rati para vengar a Walter" y se hicieron (por iniciativa de la Correpi, la mayoría de las veces) festivales en su memoria.
Página/12, 11 de marzo de 1999.

Este empujón en difusión fue muy importante para el rock barrial, ya que hasta los festivales de reclamo, las bandas del género aún no eran tan populares como las del rock alternativo, punk, heavy metal, blues o ska. A medida que la década del 90 fue avanzando, se fue haciendo cada vez más evidente que el rock barrial se consolidaba como el principal género del rock argentino. Hacia 2000, las principales bandas de la escena del rock argentino eran del rock barrial: La Renga, Los Piojos, Bersuit Vergarabat, Ratones Paranoicos, Caballeros de La Quema y Viejas Locas, entre otros. El protagonismo del rock barrial en la escena argentina no tendría mellas hasta la tragedia de Cromañón, el 30 de diciembre de 2004.
También se compusieron canciones y dedicaron recitales y álbumes en memoria de Bulacio.

## Temas musicales hechos en torno al caso
Walter Bulacio es recordado en recitales, y se han hecho canciones sobre él:
- "Arde Buenos Aires", Los Fabulosos Cadillacs[14]
- "Ayer soñé con Walter", interpretada por Fabiana Cantilo[14]y compuesta por Fito Páez,
- "Estatuas de sal", La Guardia del Fuego[14]
- "Juguetes perdidos", Patricio Rey y sus Redonditos de Ricota
- "Venganza (a Walter Bulacio)", Los Miserables (Chile)
- "Bulacio", Prisión Preventiva (1993, General Roca, Río Negro, Argentina)
- "Gatillo Fácil", Flor de Piedra
- "Walter", Resistencia Suburbana